# Lista de políticos de Portugal maçons
Em baixo segue-se uma lista de políticos de Portugal que fazem ou fizeram parte da Maçonaria enquanto detiveram funções governativas.

## Presidentes da República
- 3º e 8º Presidente da República Bernardino Machado.[1]
- 4º Presidente da República Sidónio Pais.[1]
- 6º Presidente da República António José de Almeida.[1]
- 9º Presidente da República José Mendes Cabeçadas.[1]

## Ministros e Secretários de Estado

### XVIII Governo da Monarquia Constitucional
- Presidente do Conselho de Ministros António Bernardo da Costa Cabral.[1]

### XXVIII Governo da Monarquia Constitucional
- Presidente do Conselho de Ministros António José de Ávila.[1]

### XXXIV Governo da Monarquia Constitucional
- Presidente do Conselho de Ministros António Maria Fontes Pereira de Melo.[1]

### XXXVII Governo da Monarquia Constitucional
- Presidente do Conselho de Ministros Anselmo José Braamcamp de Almeida Castelo Branco.[1]

### XXXVI Governo da Monarquia Constitucional
- Presidente do Conselho de Ministros António Maria Fontes Pereira de Melo.[1]

### XXXVIII Governo da Monarquia Constitucional
- Presidente do Conselho de Ministros António Rodrigues Sampaio.[1]

### XLI Governo da Monarquia Constitucional
- Presidente do Conselho de Ministros José Luciano de Castro.[1]

### XLV Governo da Monarquia Constitucional
- Presidente do Conselho de Ministros José Dias Ferreira.[1]

### XLVI Governo da Monarquia Constitucional
- Presidente do Conselho de Ministros José Dias Ferreira.[1]

### Governo Provisório Republicano
- Ministro do Fomento Brito Camacho.

### I Governo Republicano
- Presidente do Ministério João Chagas.

### II Governo Republicano
- Presidente do do Ministério João Pinheiro Chagas.[1]
- Ministro da Marinha João Duarte de Meneses.
- Ministro das Colónias Celestino de Almeida.

### V Governo Republicano
- Presidente do Ministério Afonso Costa.[1]

### XII Governo Republicano
- Presidente do Ministério Afonso Costa.[1]

### XIII Governo Republicano
- Presidente do Ministério Afonso Costa.[1]

### XIV Governo Republicano
- Presidente do Ministério Afonso Costa.[1]

### XX Governo Republicano
- Presidente do Ministério Domingos Leite Pereira.

### XXVI Governo Republicano
- Presidente do Ministério António Joaquim Granjo.[1]

### XXXI Governo Republicano
- Presidente do Ministério António Joaquim Granjo.[1]

### I Governo Provisório de Portugal
- Ministro da Comunicação Social Raul Rego.[2]
- Primeiro-ministro Adelino da Palma Carlos.[3]

### II Governo Constitucional:
- Ministro de Estado dos Assuntos Sociais António Arnaut.[4][5]

### IX Governo Constitucional:
- Ministro do Equipamento Social João Rosado Correia.[3]

### XIV Governo Constitucional:
- Secretário de Estado da Administração Interna Rui Carlos Pereira.[3]

### XVI Governo Constitucional:
- Ministro dos Assuntos Parlamentares Rui Gomes da Silva.

### XVII Governo Constitucional:
- Director-Geral do Serviço de Informações Estratégicas de Defesa Jorge Manuel Jacob da Silva de Carvalho.
- Ministro da Administração Interna Rui Carlos Pereira.[3]

### XVIII Governo Constitucional:
- Ministro da Administração Interna Rui Carlos Pereira.[3]
- Secretário de Estado da Protecção Civil Vasco Franco.

### XIX Governo Constitucional:
- Ministro Adjunto e dos Assuntos Parlamentares Miguel Relvas.[6]

### XXII Governo Constitucional:
- Secretário de Estado da Saúde António Lacerda Sales.[7]

### XXIII Governo Constitucional:
- Ministro do Ambiente Duarte Cordeiro.[8]
- Secretário de Estado da Saúde António Lacerda Sales.[7]
- Secretário de Estado do Ministério dos Negócios Estrangeiros Francisco André.[8]

### XXIV Governo Constitucional:
- Ministra da Saúde Ana Paula Martins.[8]
- Ministro das Infra-estruturas Miguel Pinto Luz.[8]
- Ministro dos Assuntos Parlamentares Pedro Duarte.[8]
- Primeiro Ministro Luís Montenegro.[9][10]
- Secretário de Estado dos Assuntos Locais Hernâni Dias.[8]
- Secretário de Estado do Turismo Pedro Machado.[8]
- Secretário de Estado do Trabalho Adriano Rafael Moreira.[8]
- Secretário de Estado da Agricultura João Moura.[8]

## Deputados e parlamentares

### Presidentes da Assembleia da República:
- 1º Presidente da Assembleia da República Vasco da Gama Fernandes.[1]
- 2º Presidente da Assembleia da República Teófilo Carvalho dos Santos.[1]

### PS
- António Cândido Miranda Macedo.
- Carlos Zorrinho.[11][10]
- Fernando Marques da Costa.[12]
- Francisco César.[8]
- Júlio Meirinhos.[13]
- Pedro Pinto.[8]
- Pedro Vaz.[8]
- Rui Paulo Figueiredo.[13]
- Vasco Franco.
- Umberto Pacheco.[14]

### CDS-PP
- Nuno Magalhães.[15][10]

### PSD
- José da Mota Veiga.[3]
- Miguel Santos.[14]
- Agostinho Branquinho.[14]
- José Amaral Lopes.[14]
- Miguel Relvas.[16]
- Nuno Rodrigues dos Santos.